# ニューマーケット鉄道事故
ニューマーケット鉄道事故（英: New Market Train Wreck）とは1904年9月24日（土曜日）にテネシー州ジェファーソン郡ニューマーケット付近でサザン鉄道の旅客列車2本が猛スピードで正面衝突した事故である。この事故で乗客56人以上が死亡した。

## 事故の経過

### 列車
事故を起こした列車は、西行き各駅停車のブリストル発ノックスビル行き第15列車（機関車+客車3両、乗客140人）と、東行きのチャタヌーガ発ノースカロライナ州ソールズベリー行き第12列車「カロライナ・スペシャル」 ('Carolina Special') であった。
路線は単線であり、通常の手順では、列車を互いに通過させるため、第15列車をホッジス・スイッチにある側線に停車させることになっていた。しかし第15列車の機関士がモーリスタウン駅に停車した時、代わりにニューマーケット駅の側線で停車するようにという特別な指令を受けた。第15列車の車掌と機関士は指令を読んだと合図したが、車掌は後に指令を誤って解釈していたとを証言している。ニューマーケット駅に停車後、第15列車は数百メートル進んで側線で停車しなければいけなかったが、次の駅に向けて本線上を進行してしまった。
一方、カロライナ・スペシャルはストロベリー・プレインズ駅に到着していた。この列車は9両編成（機関車+郵便車2両+木造客車3両+鋼製のプルマン式車両4両）で210人の乗客が乗っており、乗客の大半はセントルイス万国博覧会からの帰途についていた。カロライナ・スペシャルがストロベリー・プレインズ駅を出発しようとする時、ニューマーケットから駅に電報が届いた。それは車庫の職員からのもので「第15列車がスイッチを通過し本線上にいる! ("Number 15 has run the switch and is on the main line!")」と書かれていた。駅員たちは腕を振ったり石を投げたりしてカロライナ・スペシャルの発車を阻止しようとしたが、乗員はそれに気づかずに列車を加速させていった。
このとき、列車に警告する最後の機会が残されていた。電報が通常時の待避所であるホッジス・スイッチに送られたが、誰も勤務しておらず電報は全く受信されなかった。

### 衝突
両列車は午前10時18分にニューマーケット・ヒル (New Market Hill) で衝突した。カロライナ・スペシャルは60mphで走行中であり、上り勾配で加速しようとしていた。第15列車は遅れを取り戻そうとしており、下り勾配を70mphに達する速度で走行していた。両列車は互いを視認した時非常ブレーキを掛けたが100mph以上（なお、ある現代の出典によると70mph）の相対速度で衝突し、衝突音は15マイル離れた場所でも聞こえた。 
両列車の機関士は死亡した。第15列車の機関車と炭水車は空中に放り出され、裏返しになりながらカロライナ・スペシャルの機関車および炭水車、荷物車を飛び越え、木造客車の天井へまっすぐに落下した。この木造客車は同時に後ろから頑丈なプルマン式車両で押しつぶされる形となった。プルマン式車両は相対的に無傷であった。7秒のうちに、その木造客車は「卵の殻のように潰れた ('crushed like eggshells' )」。犠牲者の多くが原形をとどめず破壊されていた。「裂けた材木や鉄、鋼などが遺体と入り混じって無秩序な塊としてレール上に積み重なっていた ('splintered timbers, iron, and steel were piled in chaotic masses over the rails, mingling with human bodies' )」。事故の知らせがノックスビルに届いたとき、医師や医療用品を事故現場に送り負傷者をノックスビル総合病院 (Knoxville General Hospital) に搬送するために救援列車が編成された。記者もまた何とか乗車し多くの事故現場の写真が撮影された。推定される死者数は56人（および負傷者106人）から113人と様々である。 
事故により第15列車の機関士と火夫とも死亡したため、調査ではなぜ両者がニューマーケットの側線に列車を停車させなかったのか断定することができなかった。第15列車の機関士が居眠りしていた可能性がある。